# گیکی‌کی

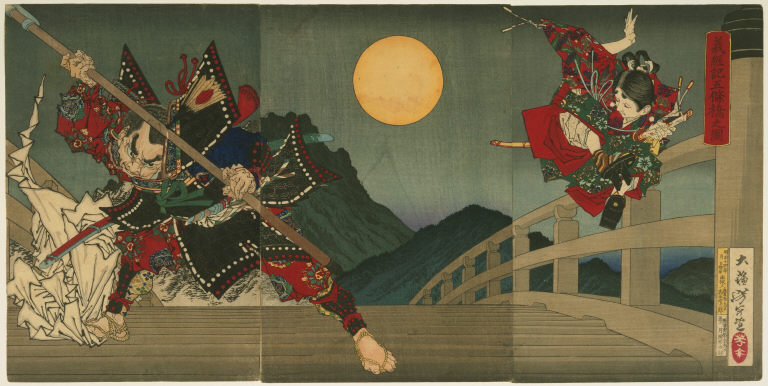
نمای یک بخش از کتاب حماسی گیکی‌کی

گیکی‌کی (به ژاپنی: 義経記 Gikeiki) کتابی است در مورد زندگی میناموتو نو یوشی‌تسونه و بنکی و شیزوکا گوزن که در طی دوره نانبوکوچو نوشته شده‌است.